# Yiershi Airport
Yiershi Airport är en flygplats i Kina. Den ligger i den autonoma regionen Inre Mongoliet, i den norra delen av landet, omkring 980 kilometer nordost om regionhuvudstaden Hohhot.
Runt Yiershi Airport är det mycket glesbefolkat, med 5 invånare per kvadratkilometer. Det finns inga samhällen i närheten. Omgivningarna runt Yiershi Airport är en mosaik av jordbruksmark och naturlig växtlighet.
Genomsnittlig årsnederbörd är 702 millimeter. Den regnigaste månaden är juli, med i genomsnitt 214 mm nederbörd, och den torraste är januari, med 5 mm nederbörd.